# Paul Tramier de Laboissière
Paul, Joseph, Xavier Tramier de Laboissière est un homme politique français né le 4 mars 1799 à Carpentras (Vaucluse) et décédé le 22 décembre 1860 à Bollène (Vaucluse).

## Biographie
Paul Tramier de Laboissière commence sa carrière professionnelle en tant que militaire, dans les gardes du corps de Louis XVIII, jusqu'à sa démission, en juin 1820.
Il est député de Vaucluse de 1831 à 1834 Commissaire du gouvernement de Vaucluse et de nouveau député de Vaucluse de 1848 à 1849.

## À voir aussi